# اچ‌ام‌اس رایندیر (۱۸۸۳)
اچ‌ام‌اس رایندیر (۱۸۸۳) (به انگلیسی: HMS Reindeer (1883)) یک کشتی بود که طول آن ۱۶۷ فوت (۵۱ متر) بود. این کشتی در سال ۱۸۸۳ ساخته شد.